# Orchestina longipes
Orchestina longipes är en spindelart som beskrevs av Raymond Comte de Dalmas 1922. Orchestina longipes ingår i släktet Orchestina och familjen dansspindlar.
Artens utbredningsområde är Italien. Inga underarter finns listade i Catalogue of Life.